# Afera Marković
Afera Marković bio je politički skandal u Francuskoj kasnih 1960-ih, u koju su bili uključeni francuski predsjednik Georges Pompidou i glumac Alain Delon.

## Smrt Stevana Markovića
U selu Yvelines, nedaleko Pariza, je na otpadu 1. listopada 1968. godine, pronađeno mrtvo tijelo Stevana Markovića, bivšeg tjelohranitelja glumca Alaina Delona. 

## Upletenost Alaina Delona i Françoisa Marcantonia
Alain Delon i korzikanski gangster Francois Marcantoni su bili meta istrage. Jedna od činjenica koja je upućivala u tom pravcu, bilo je pismo koje je Stevan Marković poslao svom bratu Aleksandru u Trst u kojem je napisao: "Ako budem ubijen, za to su 100% odgovorni Alain Delon i njegov kum Francois Marcantoni."
Poslije, istraga se proširuje i na bivšeg francuskog premijera (i budućeg predsjednika) Georgesa Pompidoua, poslije nekoliko novinskih članaka i svjedočenja Borivoja Ackova. On je posvjedočio da je bio prisutan na zabavama s Pompidouovom suprugom, Stevanom Markovićem i Alainom Delonom.

## Upletenost Georgesa Pompidoua
Smrt Stevana Markovića izazvala je lavinu glasina, ukazujući na postojanje fotografija grupnog seksa na kojima je bila 
Pompidouova supruga. Sam Pompidou je optužio Louisa Wallona i Henria Capitanta, da su koristili usluge francuske špijunske službe, SDECE, s ciljem da bi mu namjestili skandal. Kada je Pompidou postao predsjednik Francuske Republike, imenovao je Alexandra de Marenchesa direktorom SDECE, s ciljem reformiranja službe. Alexandre de Marenches je zajedno sa svojim privatnim asistentom Michelom Roussinom, protjerao "tajnog agenta" Jean-Charlesa Marchiania, koji je bio umiješan u istragu.